# タヌキ
タヌキ（狸）は、哺乳綱食肉目イヌ科タヌキ属Nyctereutesに分類される現生種の総称。現生種は1種のみとされていたが、遺伝子解析の結果により大陸産のN. procyonoidesと日本産のN. viverrinusの2種に分けるという説が出されている。以下の説明は、広義のタヌキ（大陸部と日本列島（北海道から九州）産を含む）について扱う。

## 分布
元来極東にのみ生息する世界的に見れば珍しい動物で、朝鮮半島、中国、ロシア東部などに分布していた。
現在の生息域は、ロシア（ウスリー地方）、朝鮮半島、中国、モンゴル国、ベトナム、ヨーロッパ各国（ウクライナ、エストニア、オーストリア、オランダ、カザフスタン、スイス、スウェーデン、スロバキア、スロベニア、セルビア、チェコ共和国、ドイツ、デンマーク、ノルウェー、ハンガリー、フィンランド、フランス、ブルガリア、ベラルーシ、ベルギー、ポーランド、ボスニア・ヘルツェゴビナ、マケドニア共和国、モルドバ、旧ユーゴスラビア、ラトビア、リトアニア、ルーマニア、ロシア（ヨーロッパロシア））。後述するように日本の個体群を独立種とすることもある。
模式標本の産地（基準産地・タイプ産地・模式産地）は不明とされるが、広東省（中国南部）とする説もある。1928年に毛皮目的で旧ソビエト連邦に移入され、1955年にはポーランドや旧ドイツ民主共和国まで、その後さらに北ヨーロッパや西ヨーロッパへも分布を拡大している。
上記のように1928年に毛皮をとる目的でソ連（現・ロシア）に移入されたビンエツタヌキが野生化し、ポーランド、東ドイツ（当時）を経て、現在はフィンランドやドイツにも生息している。1990年代頃からフランスやイタリアでも目撃例があり、分布を確実に広げている。なおロシア・モスクワ北西部の個体群については、カリーニンタヌキ N. p. kalininensis Sorokin, 1958 の亜種名が与えられているが、後述分類のとおりビンエツタヌキのシノニムとみなされている。一方でヨーロッパに導入されたのはシベリア産のウスリータヌキとする資料もある。

## 形態
頭胴長（体長）50 - 68センチメートル。尾長12.5 - 25センチメートル。体重4  - 6キログラム。秋季には体重6 - 10キログラムに達することもある。冬場に向けてのタヌキは長短の密生した体毛で、ずんぐりとした体つきに見えるが、見かけよりは足も尾も長く、毛がなければ顔つきも犬に似ている。そのため、生まれたばかりで毛が短い幼少期は、犬の子供と間違われて拾われて飼われることもある。
体色は全体的には灰褐色あるいは茶褐色で、目の周りや足先、耳の縁が黒く、部分的に白い毛の交じる個体が多いが、まれに全身が真っ白な白変種も存在するし、全身真っ黒の個体が存在したという記録もあるなど、個体差が大きい。幼獣は肩から前足にかけて焦げ茶の体毛で覆われており、有効な保護色となっているが、成熟すると目立たなくなる。陰嚢は、俗に「狸の金玉八畳敷き」と言われるが、それほど大きいわけではない。
食肉目の共通の先祖は森林で樹上生活を送っていたが、その中から獲物を求めて森林から草原へ活動の場を移し、追跡型の形態と生態を身につけていったのが、イヌ科のグループである。タヌキは湿地・森林での生活に適応したイヌの仲間であり、追跡形の肉食獣に較べて水辺の生活にも適した体型である。胴長短足の体形など、原始的なイヌ科動物の特徴をよく残している。

## 分類

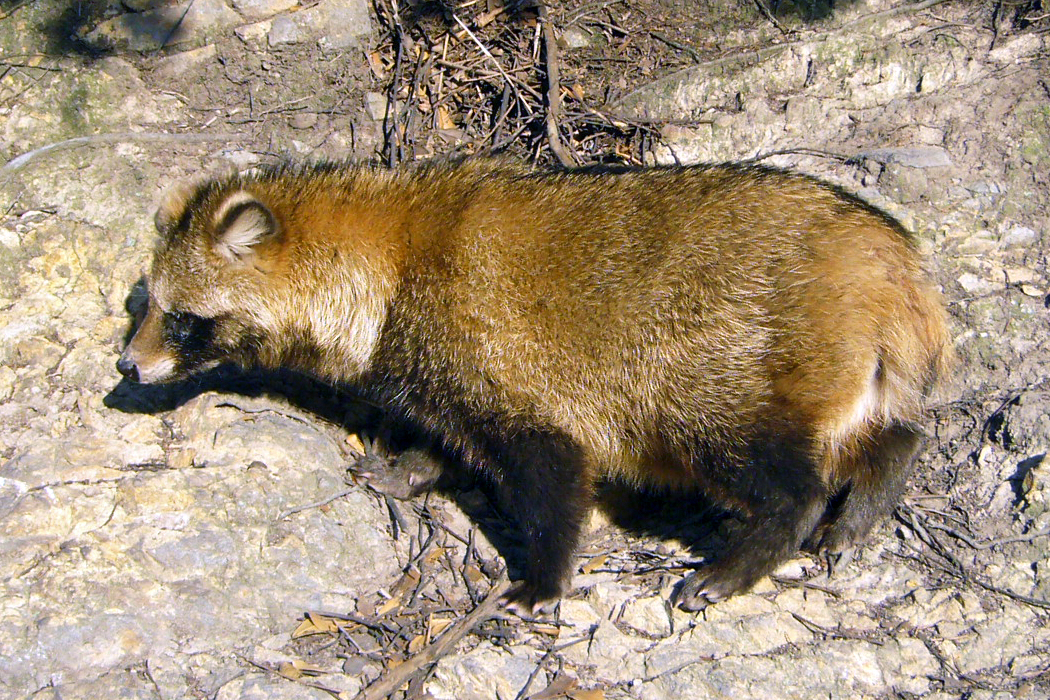
ホンドタヌキN. v. viverrinus

学名Nyctereutes procyonoidesの日本語の表記の例としてはニュクテレウテス・プロキオニデス、ニクテレウテス・プロキオノイデスなどがある。
以下の現生種の分類・英名は、Mammal Diversity Database (2025) に従う。日本個体群を除く亜種の分類は、Ward & Wurstar-Hill (1990)・MSW3 (Wozencraft, 2005) に従う（これらの分類では日本個体群を含めている）。和名は今泉 (1993) に従う。亜種の英名は今泉 (1993)・Castelló (2018) に従う。
Nyctereutes procyonoides — Common raccoon dog
Nyctereutes procyonoides procyonoides (Gray, 1834) タイリクタヌキ（ビンエツタヌキ） Chinese raccoon dog
中国東部・南東部、ベトナム北部。染色体数は2n=54+B。
N. p. kalininensis・N. p. sinensis・N. p. stegmanniはシノニムとされる。
Nyctereutes procyonoides koreensis Mori, 1922 コウライタヌキ Korean raccoon dog
朝鮮半島。タイプ産地は大韓民国・ソウル近郊の議政府。
Nyctereutes procyonoides orestes Thomas, 1923 ウンナンタヌキ Yunnan raccoon dog
中国中部・南部。タイプ産地は雲南省麗江市。
Nyctereutes procyonoides ussuriensis Matschie, 1907 ウスリータヌキ Ussuri raccoon dog、Siberian raccoon dog
中国東北部、モンゴル東部、シベリアのアムール川・ウスリー川流域。タイプ産地はウスリー川河口。ヨーロッパに移入。
N. p. amurensis はシノニムとされる。
日本の個体群を本種の1亜種ニホンタヌキN. p. viverrinusとする説や、北海道産をエゾタヌキN. p. albusとする説もあった。エゾタヌキはホンドタヌキN. p. viverrinusよりやや被毛が長く、四肢もやや長めである。
2015年に大陸産と比べて頭骨が長いこと・染色体数から日本産の個体群を独立種N. viverrinusとする説も提唱されている。この説では下位分類として亜種N. v. albusも認めている。この説に従うとタヌキ属の模式種は N. viverrinus となる。研究論文ではないが、日高敏隆の『ぼくの世界博物誌』には、日本産タヌキとフィンランドで毛皮用に養殖されているシベリア産タヌキの交配がうまくいかなかったというエピソードがあり、その原因として「日本タヌキとシベリアタヌキは染色体の数が少し違う」ことが述べられている。
以下の日本個体群の亜種の分類は、Kim et al. (2015) に従う。学名の著者はWard & Wurstar-Hill (1990) に従って補足した。亜種の和名は今泉 (1993)・斎藤・金子 (2018) に従う。
Nyctereutes viverrinus タヌキ Japanese raccoon dog
Nyctereutes viverrinus viverrinus (Temmink, 1838) ホンドタヌキ、ニホンタヌキ Japanese raccoon dog
本州、四国、九州。タイプ産地は本州と考えられている。
染色体数は2n=38+B。
Nyctereutes viverrinus albus Hornaday, 1904 エゾタヌキ Yezo raccoon dog、Hokkaido raccoon dog
北海道。タイプ産地は購入地である長崎や捕獲地とされる北海道とする説もあるが、記載論文では正確に示されておらず不明とされ、ニューヨークで飼育されていた毛皮の白い個体（タイプ標本）の所在も確認されていない。
染色体数は本州以南の個体群と同様に2n=38+B。

## 生態
森林のほか、農業地帯や都市部にも生息する。湖などの水辺で、下生えの深い環境を好む。シベリアの例では河川や小さい湖の周辺にある沼地や草原・藪地・広葉樹林などを好み、タイガは避ける。夜行性だが、人間の影響がない環境では昼間でも活動する。属名Nyctereutesは、古代ギリシャ語で「夜」の意があるnyctosと「探す」の意があるereunaに由来する。交尾時期から子育てを終えるまでの間は、ペアを形成して行動する。
行動圏は地域・季節などによって非常に変異が大きい。巣穴は自分で掘らず、自然に開いた穴やアナグマ類やキツネ類の巣穴を利用し、積み藁や廃屋などの人工物を利用することもある。
本種には複数の個体が特定の場所に糞をする「ため糞（ふん）」という習性がある。1頭のタヌキの行動範囲の中には、約10か所のため糞場があり、1晩の餌場巡回で、そのうちの2、3か所を使う。ため糞場には、大きいところになると、直径50センチメートル、高さ20センチメートルもの糞が積もっているという。ため糞は、そのにおいによって、地域の個体同士の情報交換に役立っていると思われる。
死んだふり、寝たふりをするという意味の「たぬき寝入り」は、猟師が猟銃を撃った時、その銃声が刺激となってタヌキは「擬死」の状態に入り、猟師が獲物をしとめたと思って持ち去ろうと油断すると、その間に擬死が解けて逃げ去る状況を表す。同様の習性を持つことから、擬死を指す表現として英語圏では fox sleep（キツネ寝入り）、それよりさらに一般的なものとして playing possum（ポッサムのまねをする）という言いまわしがある。「タヌキ」という言葉は、この「たぬき寝入り」を「タマヌキ（魂の抜けた状態）」と呼んだのが語源であるという説がある。
長い剛毛と密生した柔毛の組み合わせで、湿地の茂みの中も自由に行動でき、水生昆虫や魚介類など水生動物も捕食する。足の指の間の皮膜は、泥地の歩行や遊泳など水辺での活動を容易にする。
温暖な地域に生息する個体に冬眠の習性はないが、秋になると冬に備えて脂肪を蓄え、体重を50%ほども増加させる。積雪の多い寒冷地では、冬期に穴ごもりすることが多い。タヌキのずんぐりしたイメージは、冬毛の長い上毛による部分も大きく、夏毛のタヌキは意外にスリムである。
食性は雑食で、齧歯類、鳥類やその卵、両生類、魚類、昆虫、多足類、甲殻類、軟体動物、動物の死骸、植物（葉・芽・果実・堅果・漿果・種子）などを食べる。ヒトには悪臭とされるイチョウの種子（ギンナン）も好んで採食する。イヌ科の動物としては珍しく、あまり上手くないが木に登る習性があり、木に登ってカキやビワの果実を食べたりする。人家近くで残飯を漁ったりすることもある。捕食者はオオカミ、イヌ、オオヤマネコ、クズリ、イヌワシ、オオワシ、ワシミミズクなどが挙げられる。
繁殖様式は胎生。発情期は1 - 3月。1頭のメスへ3 - 4頭のオスが集まり、ペアが形成されると周囲や互いに尿をかけて臭いをつける。陰茎がメスの膣内で膨張して射精するまで抜けなくなり、尻合わせのような姿勢で交尾（交尾結合、タイ）を行う。妊娠期間は59 - 64日。5 - 7頭の幼獣を産むが、最大19頭の幼獣を産んだ例もある。授乳期間は1か月半から2か月。生後9 - 11か月で性成熟するが、繁殖を開始するのは生後2 - 3年以降が多い。

## 人間との関係
2016年のIUCNレッドリストでは低危険種として掲載されている。なお、IUCNでは大陸産と日本産のタヌキを同種として扱っている。
LEAST CONCERN (IUCN Red List Ver. 3.1 (2001))

### 漢字と呼称
「狸（貍）」の漢字は中国ではヤマネコ等を中心とした中型の哺乳類を表した。中国で1596年に発刊された李時珍著『本草綱目』ではジャコウネコの仲間を「貍」と表していると考えられている。現代中国では「貛（Huan）」はアナグマ類、「貉（He）」がタヌキ、「狸（Li）」がジャコウネコ科一般を表している。

### raccoon dog
英語ではタヌキのことを raccoon dog（ラクーンドッグ。アライグマ（raccoon）のようなイヌの意味）という。ヨーロッパでもアナグマ（Meles）と混同されることが多い。

### 飼育
毛皮が上質なため、中国やロシアでは産業的な人工飼育が行われている。日本でもかつては防寒具の材料とするため養殖された時期があった。

### 食用

#### 日本における食用
日本ではたぬき汁の名で食べられていた事もあったが、肉が堅く臭いため、実際の所のたぬき汁はムジナを使ったものが多かった。

#### 中国における食用
中国では、「野味」（げてもの料理）もしくは薬膳の一つとして、タヌキ（貉、拼音: hé）が現在も一部で食用にされている。中国では、古来ヤギ肉、犬肉など、臭みのある肉の処理方法も研究されており、タヌキ肉は、長時間水につけて血抜きをすること、ニンニク、ネギ、トウシキミ（八角）、クミン、唐辛子、醤などを使って臭みを隠すこと、煮込んで柔らかくすること、熱いまま食べるのではなく、冷菜として食べることがこつであるとされる。主に毛皮目的で養殖されたものの肉や内臓が利用されるが、河北省には、煮付けにした肉をレトルト食品として販売している会社もある。

### 革
服飾
防寒具のために乱獲され、一時は場所によって絶滅が懸念された。タヌキの毛皮は、防寒具に最適であるとして珍重される。英語では「murmansky」と呼ばれ、一般的にシルキーな毛を持つ小さな狸の皮が上質とされる。アメリカ合衆国では人造毛皮であるフェイクファーと偽り、本物の狸の毛皮が何度も使用されては問題になっている。

### 毛
タヌキの毛は筆の材料として珍重される。この場合、タヌキ毛は俗にラクーンと呼ばれている（ラクーンという単語自体はアライグマの英名でもある）。歯ブラシなどのブラシにも使われる。
これら毛皮目的に狩猟することから転じて、まだ目的に達していない段階や目的のものが手に入ってない段階であれこれと計画を立てることを「捕らぬ狸の皮算用」と呼ぶ。

### 文化
人間を化かす能力を持つ妖怪としてタヌキを扱う文化が日本では広く定着しており（化け狸）、現代でもずるいことをする人などを「たぬき」と言ったりする。タヌキに関するフィクション作品は人間を化かすこと以外のことも題材とされることが多く、多数存在する。
アライグマと混同され、縞模様の尻尾で描かれる事が時折ある（本物のタヌキの尻尾に縞模様は無く、先が黒くなっている）。

## 関連作品

### アニメ
- 平成狸合戦ぽんぽこ（高畑勲監督、1994年）
- かしこいタヌキ（朝鮮民主主義人民共和国SEKスタジオ、1987年 - ）

### 漫画
- 山の月と子だぬきと（美内すずえ、1967年）[41]
- 姫さま狸の恋算用（水瀬マユ、2013年 - 2016年）
- 雨と君と（二階堂幸、2020年 - ）[42][43]
- お前、タヌキにならねーか?（奈川トモ、2021年 - ）[44][45]
- たぬきときつねと里暮らし（くみちょう、2021年 - 2022年）[46][47]

### 実写映画
- CHECKERS IN TAN TAN たぬき（川島透監督、1985年）
- タヌキ社長（河崎実監督、2022年）[48]

### ノンフィクション
- 海を渡ったタヌキたち（加藤輝治文、星野京絵、1992年、ISBN 978-4-540-92057-8）[49]
- タヌキはぼくのたからもの（池田啓著、1994年、ISBN 978-4-591-04585-5）[50]
- フクロウとタヌキ（波多野鷹・金子弥生著、2002年、ISBN 978-4-000-06723-2）[51]
- キツネとタヌキの大研究 : 人間との長くてふかーいつきあい（木暮正夫文、木暮健二郎絵、2002年、ISBN 978-4-569-68353-9）[52][53]
- すくすく育て!子ダヌキポンタ : 小さな命が教えてくれたこと（佐和みずえ文、有田公生写真、サカイノビー絵、2017年、ISBN 978-4-05-204683-4）[54]
- たぬきの本 : 里山から街角まで（村田哲郎・中村沙絵・南宗明・上保利樹・萩野 (文) 賢一著、2023年、ISBN 978-4-907986-30-8）[55]

## タヌキの名を持つ生物
タヌキの名を持つ生物、特に植物はいくつかある。タヌキの特徴（フサフサした毛やずんぐりと丸みを帯びた形など）にちなむ場合もあるが、怪しげな印象からタヌキに結びつけられる場合も多い。
動物
- 海狸（かいり、ビーバーの別名）[56]
- 沼狸（しょうり、ヌートリアの別名）[57]
- 岩狸（いわだぬき、ハイラックスの別名）[58][59]

植物
- タヌキマメ
- タヌキアヤメ
- タヌキノショクダイ
- タヌキモ
- タヌキラン

菌類
- タヌキノチャブクロ（ホコリタケ）

## 関連資料
- 『芸術資料』第三期第八冊「狐、狸」金井紫雲編 （芸艸堂、1941年） - 狐に関する様々な芸術資料について
- 船越公威, 玉井賢治, 山﨑ひろみ「鹿児島県産のタヌキの生態と保全」『Nature of Kagoshima』第34巻、鹿児島県自然愛護協会、5-10頁、CRID 1050845763817301888、hdl:10232/18059、ISSN 1882-7551、NAID 120005232201。